# 클레오
클레오(CLEO)는 1999년에 데뷔하여 2006년에 해체, 그리고 2023년에 재결성한 대한민국의 3인조 여성 댄스 팝 음악 그룹이다.

## 약력
클레오는 1999년 1집 《CLEO》로 데뷔했다. 클레오는 'Come Listen EveryOne' 의 약자로 '모두 와서 우리의 음악을 들어라'라는 뜻이다. 데뷔 당시 멤버는 김하나, 채은정, 박예은으로 구성되어 있으며, 데뷔곡 〈Good Time〉으로 많은 사랑을 받았다.
2000년 2집 준비 도중 멤버 박예은이 탈퇴하여 한현정이 영입되고 2집을 발매하게 된다. 2집 타이틀곡 〈Ready For Love〉와 후속곡 〈모순〉 그리고 〈Always In My Heart〉으로 많은 사랑을 받으면서 많은 고정팬을 확보하게 된다.
2001년 3집 앨범을 발표하며 타이틀곡 〈Triple〉과 후속곡 〈속(束)〉은 1, 2집에 비해 많은 인기를 누리지 못하고 많은 노력 끝에 2003년 4집 《동화》를 발표하기 전 싱글앨범 이벤트를 실시하기도 하였다. 4집 수록곡 〈동화〉와 〈Spy〉 2곡만 수록되었는데 온라인상으로 100원에 판매하였다. 싱글앨범은 품절되고 반응이 좋아서 4집 동화를 발표할 수 있었다. 타이틀곡 동화로 꾸준히 활동하지만 4집 활동 마무리 후 멤버 채은정이 탈퇴하고 정예빈이 영입된다.
정예빈이 영입된 후 2004년 여름 5집을 발표한다. 타이틀곡 〈In&Out〉으로 활동하지만 대중들의 시선을 끌기에는 많이 부족했다. 같은 해 전 멤버 채은정이 파리의 연인 OST 수록곡 〈로맨틱 러브〉를 발표하였다. 그 뒤로는 6집을 준비한다는 소식만 있고 현재 활동은 중지된 상태이나, 2011년 11월 16일에 방영된 SBS ETV 컴백 쇼 탑 10에 원년 멤버인 김하나, 채은정, 박예은으로 복귀를 하였다.

## 구성원
| 이름   | 소개 |
| ------ | --- |
| 채은정 | - 본명:이은정 - 생년월일:1982년 3월 8일(43세) - 출생지 : 서울특별시 - 학력 : 경북외국어테크노대학 관광서비스학과 - 포지션 : 리더, 메인보컬 - 활동기간 : 1999년 ~ 2003년, 2023년 ~ 현재 |
| 구도경 | - 본명:구도경 - 생년월일:1995년 4월 7일(30세) - 출생지 : - 활동기간 : 2023년 ~ 현재 |
| 다정   | |

### 이전 구성원
| 이름   | 소개 |
| ------ | --- |
| 김하나 | - 본명: 김한나 - 생년월일 : 1980년 3월 16일(45세) - 출생지 : 서울특별시 - 학력 : 국민대학교 연극영화학과 - 포지션 : 리더, 리드보컬, 서브래퍼 - 활동기간 : 1999년 ~ 2006년                                                                                  |
| 한현정 | - 본명: 배현정 - 생년월일 : 1983년 6월 11일(42세) - 종교 : 개신교 - 학력 : 경기대학교 영상학과 - 포지션 : 서브보컬, 서브래퍼 - 활동기간 : 2000년 ~ 2006년                                                                                                  |
| 정예빈 | - 본명: 공서영 - 생년월일 : 1982년 8월 9일(42세) - 출생지 : 충청북도 영동군 - 학력 : 한광여자고등학교 - 포지션 : 메인보컬 - 활동기간 : 2004년 ~ 2006년 - 기타 : 현재는 가수 분야에서 은퇴 2010년 ~ 2012년: KBS N 스포츠 아나운서 2012년: XTM 스포츠 캐스터 |
| 박예은 | - 이름 : 박예은 - 생년월일 : 1981년 3월 31일(44세) - 학력 : 동덕여자대학교 실용음악학과 - 포지션 : 보컬 - 활동기간 : 1999년 ~ 2000년 |
| 디니   | |

### 멤버 변천사
- 1기 : 김하나, 채은정, 박예은 (1집)
- 2기 : 김하나, 채은정, 한현정 (2~4집)
- 3기 : 김하나, 한현정, 정예빈 (5집)
- 4기 : 채은정, 구도경, 디니
- 5기 : 채은정, 구도경, 다정

## 음반
- 1집 《CLEO》(1999년)
- 2집 《Ready For Love》(2000년)
- 3집 《The Cleo Third》(2001년)
- 4집 《Project 동화(童話)》(2003년)
- 5집[2]《Rising Again》(2004년)

## 참조
1. ↑  변소인 인턴 기자, 추억의 클레오 박예은-채은정-김하나, 원년 멤버로 재결합 노컷뉴스 2011년 11월 10일
2. ↑  현재 5집은 모든 음원사이트에서 서비스되고 있지 않다.